# High Time to See Ukraine
High Time to See Ukraine (укр. Час побачити Україну) — сингл гурту Скай, виданий наприкінці 2011 року. Пісню було присвячено проведенню Євро 2012 в Україні.
Також було записано уривок української версії пісні під назвою «Час для добра», яка увійшла до альбому «Край Неба» як бонус-трек. Цей уривок також був помічений 2014 року у рекламі продукціі «Кока-кола».

## Відеокліп
До обох версій пісні було відзнято відеокліпи, але вони обидва дуже схожі за змістом. На відео показано зйомку з різних міст України: в одному кадрі з'являється й Майдан Незалежності. У кожному з міст є люди, які самі того не помічаючи будують по одній літері слово «Ukraine». Також на відео з'являються музиканти Скай під час студійного запису композиції з ефектом чорно-білого кольору. Режисер — Юліан Улибін.

## Трек-лист
1. Час побачити Україну 3:22
2. High Time to See Ukraine 3:22